# Franziska Harter
Franziska Harter (* 1988) ist eine deutsche Journalistin und Romanistin. Am 1. Mai 2025 übernahm sie die Leitung der konservativ-katholischen Wochenzeitung Die Tagespost.

## Leben und Wirken
Nach dem Studium der Geschichtswissenschaft und Romanistik an den Universitäten Köln und Bordeaux arbeitete Franziska Harter als Projektleiterin und Assistentin des Vorstands der christlichen Jugendorganisation Katholische Pfadfinderschaft Europas; zudem als Öffentlichkeitsreferentin beim Erzbistum Köln. Wohnhaft in Paris schrieb sie regelmäßig zu Themen französischer Politik und kirchlichen Lebens.
Am 8. Mai 2025 hatte sie einen TV-Auftritt beim Sender Phoenix.